# Sự kiện Mayaguez
Sự kiện Mayaguez giữa Kampuchea Dân chủ và Hoa Kỳ ngày 12-15 tháng 5 năm 1975 là trận đánh chính thức cuối cùng trong chiến tranh Việt Nam. Những binh lính Hoa Kỳ bị chết cũng như ba lính thủy bị để lại trên đảo Koh Tang sau trận chiến và rồi sau đó bị Khmer Đỏ sát hại là những cái tên cuối cùng được khắc trên Đài tưởng niệm Chiến tranh Việt Nam. Mayaguez là tàu chở hàng mang quốc tịch Hoa Kỳ, đã bị Khmer Đỏ chiếm được khi đi qua vùng biển gần đảo Koh Tang. Các thuyền viên trên tàu không hề biết về chiến dịch giải cứu của Thủy quân Lục chiến Hoa Kỳ cho đến khi lính thủy tấn công. Cuối cùng họ đã được giải cứu thành công trong điều kiện sức khỏe tốt.

## Khmer Đỏ chiếm tàu Mayaguez
Chiều ngày 12 tháng 5 năm 1975, tàu container Hoa Kỳ SS Mayaguez đã di chuyển trên tuyến đường biển quốc tế gần đảo Poulo Wai để đến Sattahip, Thái Lan. Nhưng Campuchia lại tuyên bố tuyến đường biển này thuộc lãnh hải của mình. Vào lúc 14h18, người ta thấy một chiếc PCF của hải quân Khmer Đỏ đang tiếp cận tàu Mayaguez. Khmer Đỏ đã nổ súng vào mũi tàu Mayaguez và khi thuyền trưởng Charles T. Miller ra lệnh cho tàu chạy chậm lại để tránh làn đạn súng máy, Khmer Đỏ đã bắn rốc két vào mũi tàu. Thuyền trưởng Miller đã ra lệnh phát tín hiệu SOS rồi cho dừng tàu. Bảy binh lính Khmer Đỏ đã nhảy lên tàu Mayaguez và người cầm đầu là chỉ huy tiểu đoàn Sa Mean đã chỉ vào bản đồ ra dấu cho tàu đi về phía đông đảo Poulo Wai. Một trong các thuyền viên đã phát tín hiệu Mayday và một chiếc tàu Australia đã bắt được tín hiệu. Tàu Mayaguez đã đến Poulo Wai vào khoảng 14h và có thêm 20 lính Khmer Đỏ lên tàu. Sa Mean ra hiệu cho tàu Mayaguez đến Ream nằm trong đất liền của Campuchia nhưng thuyền trưởng Miller đã cho thấy ra-đa của tàu không hoạt động và ra hiệu rằng tàu đang đâm vào đá và đang chìm. Sa Mean đã điện đài cho cấp trên của mình và có lẽ đã được chỉ thị ở lại Poulo Wai. Tàu thả neo lúc 4h55 chiều.

## Phản ứng của tổng thống Ford
Ngay lập tức, Washington phản ứng dữ dội lại với sự kiện, yêu cầu chính quyền Bắc Kinh hãy kêu gọi Phnompenh trao trả tự do cho Mayaguez, hoặc là sẽ phải trả giá. Sau 24 tiếng đồng hồ không thấy Bắc Kinh hay Phnompenh có phản ứng gì, Trung đoàn 9 Thủy Quân Lục Chiến Hoa Kỳ liền triển khai hai đại đội từ Okinawa đi giải cứu tàu Mayaguez. Có 41 người Mỹ thiệt mạng (trong đó có 15 lính Mỹ hi sinh khi tác chiến, 23 người thiệt mạng khi 3 chiếc trực thăng CH-53 bị bắn hạ) và 3 người mất tích, cùng 50 người bị thương.